# ジャック＝イヴ・クストー

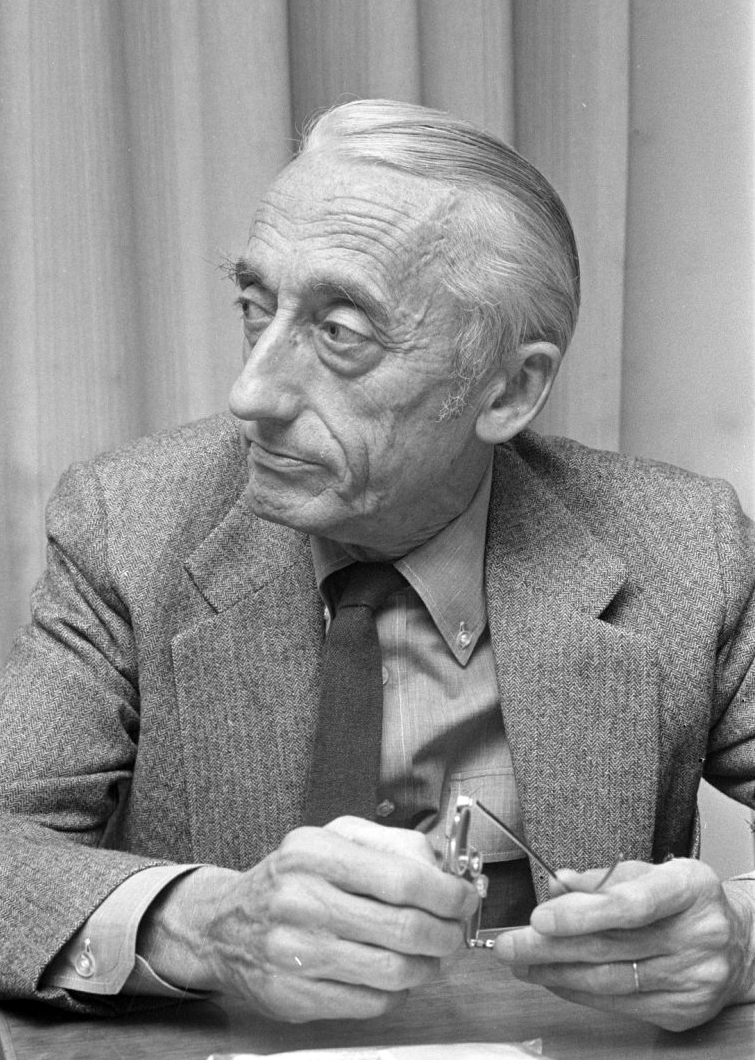
ジャック＝イヴ・クストー（1972年撮影）

ジャック＝イヴ・クストー（英: Jacques-Yves Cousteau、1910年6月11日 - 1997年6月25日）は、フランスの海洋学者・地球科学者。

## 生涯
1910年にフランスのボルドー近郊で生まれた。ひ弱だが泳ぎは得意で、発明に才を発揮する子供だった。
1930年にフランス海軍に入隊。ダイビング器材のレギュレータ（アクアラング）の発明者であり、水中考古学の先駆者。
調査船カリプソ号で海や海洋生物の研究を行う一方、書籍の出版や記録映画の放映により一般市民への啓蒙活動も行った。深海を扱ったドキュメンタリー映画『沈黙の世界』（1956年、ルイ・マルとの共同監督）はカンヌ国際映画祭で最高の栄誉であるパルムドール、そしてアカデミー長編ドキュメンタリー映画賞を受賞した。日本では、1970年代から1980年代にかけてのテレビドキュメンタリー番組『驚異の世界・ノンフィクションアワー』（日本テレビ系列）で放送された、自身も出演する『クストーの海底世界』シリーズで知られる。
1957年、海軍大佐で海軍を退役し、モナコ海洋博物館長に就任。1959年海の国連と呼ばれる世界水中連盟CMASを創設。1969年ハワード・N・ポッツ・メダル受賞。1971年にベリーズのグレート・ブルーホールを訪れ、世界のトップダイビングスポットに選定した。
1992年の地球サミットで環境破壊、海洋汚染を警告し、母国フランスの核実験再開を激しく批判した。
赤いニット帽がトレードマーク。あだ名は「海の恋人」。兄のピエール＝アントワーヌ・クストー（1906年3月18日 - 1958年12月17日）はジャーナリストで、左翼から転向してファシスト活動家となり対独協力者として有罪判決を受けた。